# Gerichtsbezirk Lembach
Der Gerichtsbezirk Lembach war ein dem Bezirksgericht Lembach unterstehender Gerichtsbezirk im politischen Bezirk Rohrbach (Bundesland Oberösterreich). Der Gerichtsbezirk wurde 2003 aufgelöst und das Gebiet dem Gerichtsbezirk Rohrbach zugeteilt.

## Geschichte
Der Gerichtsbezirk Lembach wurde gemeinsam mit 46 anderen Gerichtsbezirke in Oberösterreich durch einen Erlass des k.k. Oberlandesgerichtes Linz am 4. Juli 1850 geschaffen und umfasste ursprünglich die zwölf Steuergemeinden Altenhof, Hofkirchen, Lembach, Marsbach, Neustift, Niederkappel, Ollerndorf, Pfarrkirchen, Putzleinsdorf, Ranaridl, Weberschlag und Witzersdorf. Der Gerichtsbezirk bildete im Zuge der Trennung der politischen von der judikativen Verwaltung
ab 1868 gemeinsam mit den Gerichtsbezirken Rohrbach, Haslach, Aigen und Neufelden den Bezirk Rohrbach. Per 1. Mai 1915 wurde dem Gerichtsbezirk Lembach die Gemeinde Atzesberg aus dem Sprengel des Gerichtsbezirks Rohrbach zugewiesen.
Durch Gemeindezusammenlegungen und Grenzänderungen reduzierte sich die Anzahl der Gemeinden bis zum Beginn des 21. Jahrhunderts auf die neun Gemeinden Atzesberg, Hofkirchen im Mühlkreis, Hörbich, Lembach im Mühlkreis, Neustift im Mühlkreis, Niederkappel, Oberkappel, Pfarrkirchen im Mühlkreis und Putzleinsdorf. Mit der Bezirksgerichts-Verordnung der Österreichischen Bundesregierung wurde am 12. November 2002 die Auflösung des Gerichtsbezirkes Lembach beschlossen und die Zuweisung des Gebietes zum Gerichtsbezirk Rohrbach bestimmt.